# Goldman-Dilemma
Als Goldman-Dilemma (engl. Goldman dilemma oder auch Goldman’s dilemma) werden Erkenntnisse einer Studie des US-amerikanischen Arztes und Publizisten Bob Goldman bezeichnet, die ergab, dass rund 50 % der Hochleistungssportler bereit wären, innerhalb von fünf Jahren zu sterben, wenn ihnen die Einnahme einer Droge den Gewinn einer olympischen Goldmedaille sichern würde. Goldman führte entsprechende Umfragen erstmals 1982 durch und wiederholte sie im Abstand von jeweils zwei Jahren bis Mitte der 1990er-Jahre. Die Ergebnisse waren immer ähnlich. 2009 ergab eine ergänzende Studie australischer Sportmediziner, die im British Journal of Sports Medicine erschien, dass im Gegensatz dazu nur etwa 1 % der Gesamtbevölkerung einen solchen Preis für herausragenden beruflichen Erfolg zu zahlen bereit wäre. Die Wissenschaftler schlussfolgerten, dass sich die Geisteshaltung von Leistungssportlern in Bezug auf das Erringen von Erfolgen signifikant von großen Teilen der restlichen Bevölkerung unterscheide. Das Goldman-Dilemma wird häufig in Bezug auf Gendoping zitiert, das große Wirkung erzielen, jedoch massive Nebenwirkungen zur Folge haben kann.
Eine Veröffentlichung australischer und kanadischer Wissenschaftler stellte 2013 die Richtigkeit der Annahmen Goldmans in Frage. Ihre Umfrage unter nordamerikanischen Athleten ergab eine wesentlich geringere Zustimmung als 50 % und keine nennenswerte Abweichung von der Gesamtbevölkerung.